# Hotspot (WLAN)

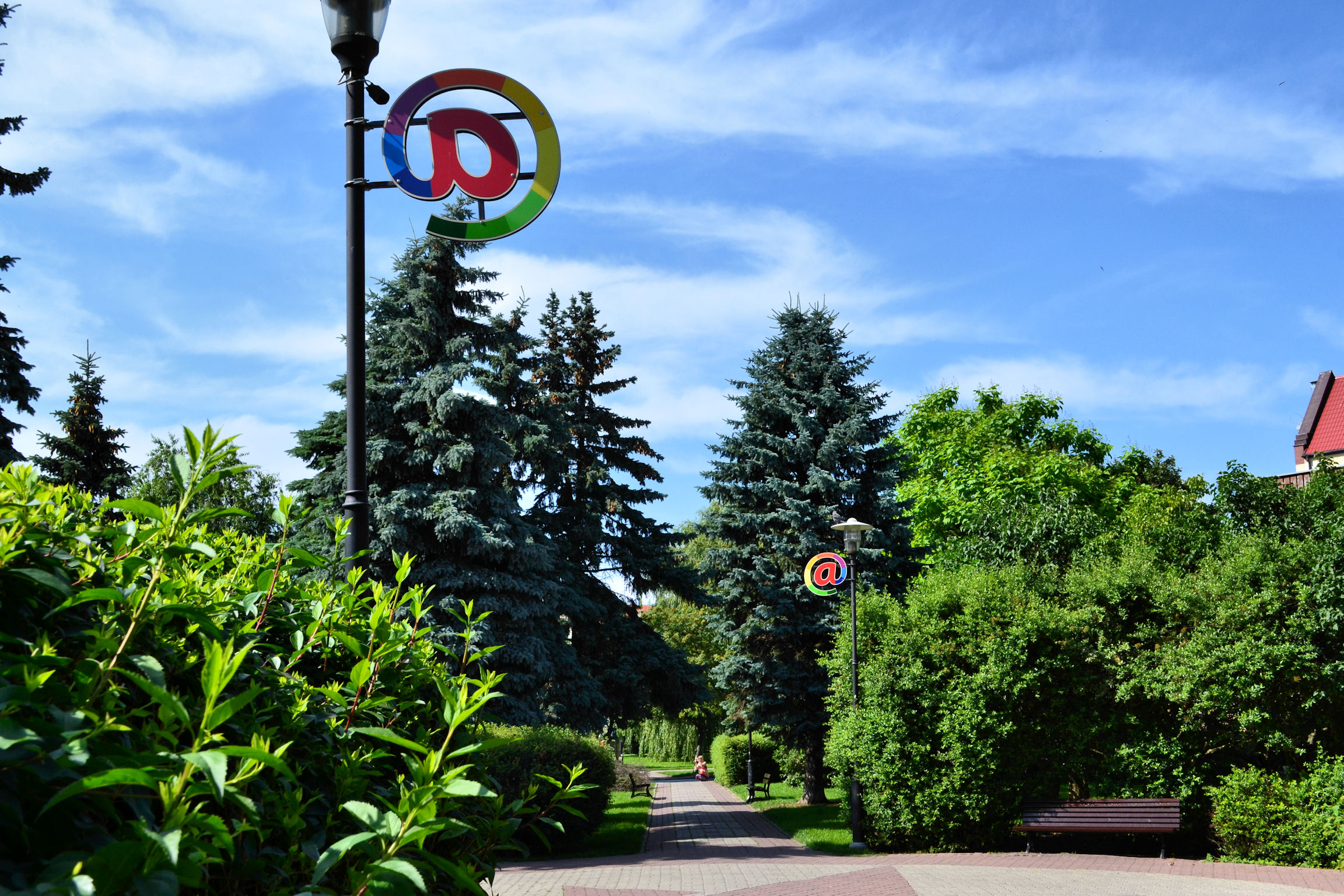
Oznakowanie miejsca darmowego dostępu do Wi-Fi w parku w Kołobrzegu

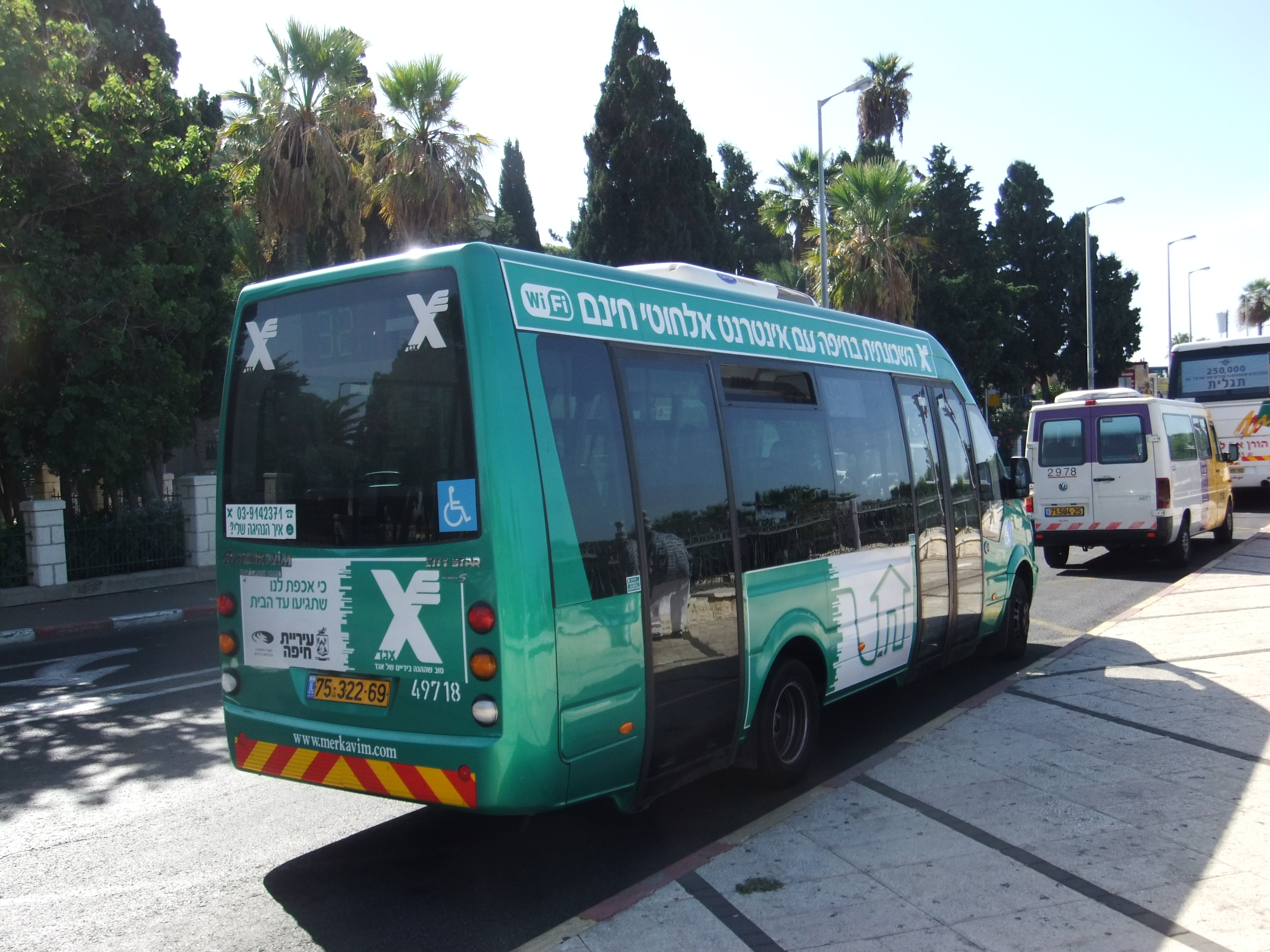
Autobus w Hajfie z dostępem do internetu

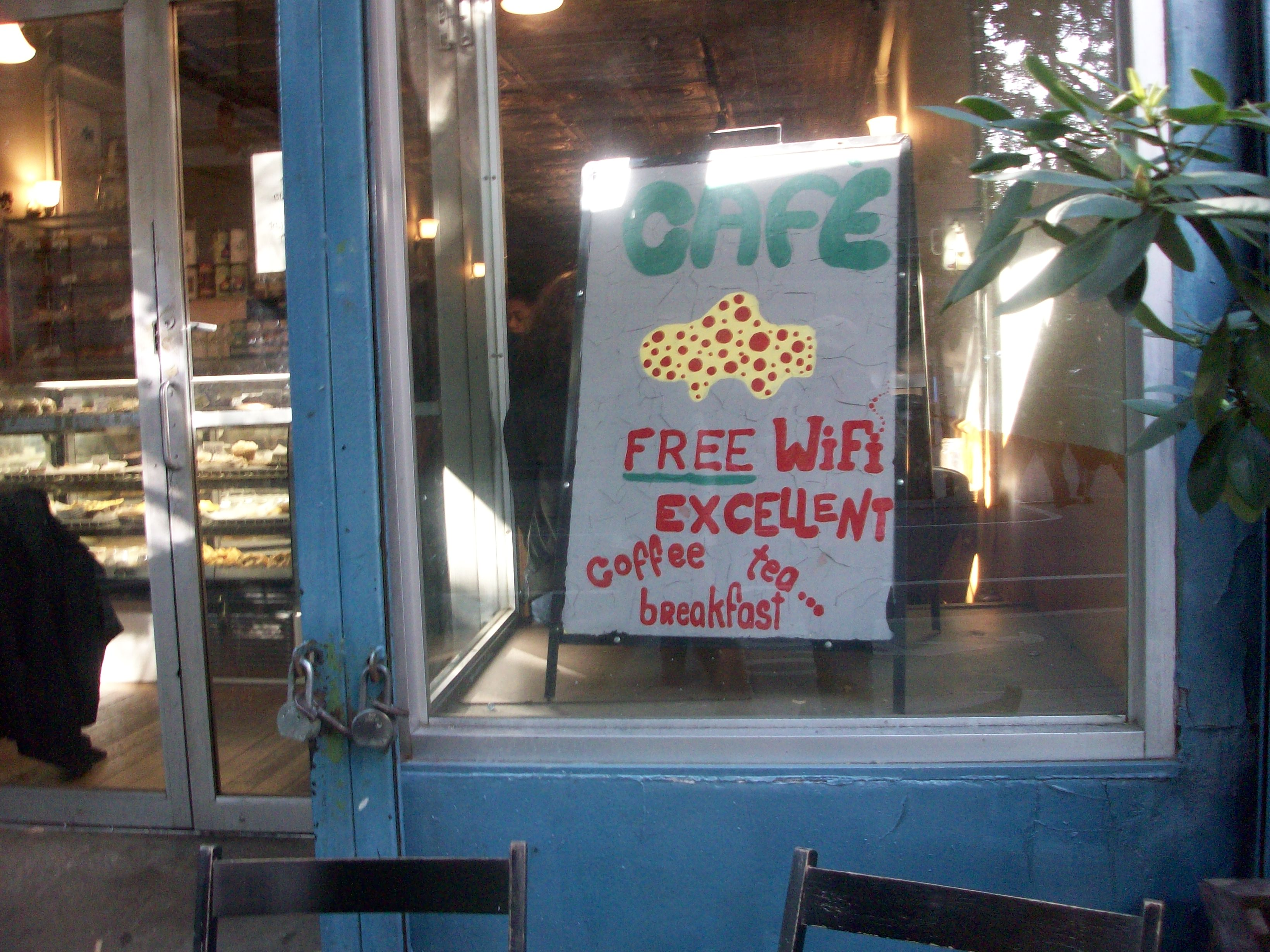
Tablica informująca o dostępie do Internetu w kawiarni

Hot-spot (ang. hot spot – „gorący punkt”) – punkt dostępu do sieci bezprzewodowej, umożliwiający za jego pośrednictwem połączenie z Internetem.

## Lokalizacje
Hotspoty są instalowane najczęściej w hotelach, restauracjach, lotniskach, dworcach, uczelniach, centrach handlowych, centrach miast i innych miejscach publicznych (np. parkach). Spotykane są również hotspoty prywatne udostępniane przez firmy swoim gościom lub klientom.
Umożliwiają one posiadaczom komputerów przenośnych (laptopów), a także palmtopów, telefonów komórkowych i innych urządzeń (np. odbiorników GPS) wyposażonych w bezprzewodową kartę sieciową standardu 802.11 podłączenie się i dostęp do Internetu. Usługa czasami jest bezpłatna lub też płatność następuje za pomocą karty kredytowej lub zakupu odpowiedniej karty zdrapki. Może się zdarzyć, że dostęp jest bezpłatny, ale mamy ograniczony zakres dostępnych usług; na przykład tylko do strony internetowej instytucji udostępniającej hotspot.

## Technologia
Podstawowym elementem hot-spotu jest AP (ang. Access Point) – punkt dostępu.
Jest to urządzenie (najczęściej router), które świadczy usługi dostępowe do innej przewodowej sieci komputerowej, umożliwiając poprzez nią świadczenie określonych przez administratora usług, np. dostęp do zasobów sieci, udostępnianie połączenia internetowego lub usług opartych na technologii VoIP. Do budowy hotspotów wykorzystywane są następujące standardy:
- 802.11a – przepustowość do 54 Mb/s – Pasmo ISM – 5,150 GHz – 5,350 GHz bądź 5,470 GHz – 5,725 GHz
- 802.11b – przepustowość do 11 Mb/s – Pasmo ISM – 2,400 GHz – 2,483 GHz
- 802.11g – przepustowość do 54 Mb/s – Pasmo ISM – 2,400 GHz – 2,483 GHz
- 802.11e – definiuje obsługę jakości usług QoS
- 802.11n – przepustowość do 248 Mb/s (technologia MIMO, możliwa transmisja multimediów)
- 802.11i – standard definiujący i wdrażający metody zabezpieczeń
- 802.11f – IAPP – obsługa komunikacji AP – Internet Access Point Protocol

Istnieją również sieci bezprzewodowe w standardzie IEEE 802.16 (WiMAX).
Standard ten oferuje porównywalną przepustowość przy dużo większym zasięgu, ale w chwili obecnej umożliwia tylko tworzenie sieci stacjonarnych. Przyszłe jego wersje mają kosztem niższej przepustowości zapewniać ciągłą transmisję również podczas poruszania się.

## Bezpieczeństwo
Sieci hot-spot są najczęściej sieciami nieszyfrowanymi, ale stosowana jest w nich kontrola dostępu służąca ograniczeniu możliwych nadużyć i przestępczości komputerowej dokonywanej za ich pośrednictwem. Użytkownik łączy się z otwartą siecią, ale jedyna strona do jakiej ma dostęp to strona logowania operatora. W hotspotach komercyjnych logowanie wymaga posiadania indywidualnej nazwy użytkownika i hasła, w hotspotach darmowych może wymagać podania np. adresu e-mail. W związku z brakiem szyfrowania użytkownicy korzystający z sieci hotspot są często narażeniu na ataki polegające np. na podsłuchiwaniu ich aktywności w sieci bezprzewodowej i przejmowaniu identyfikatorów sesji w popularnych aplikacjach (np. atak Firesheep).